# Юрік Саркісян
Юрік Саркісян (14 серпня 1961) — вірменський важкоатлет.
Срібний призер Олімпійських Ігор 1980 року в категорії до 56 кг.
Переможець Ігор Співдружності 2002 (до 62 кг, в поштовху), 2002 (до 62 кг, в ривку), 2002 (до 62 кг, в сумі) років, срібний призер 1998 (до 62 кг, в поштовху), 1998 (до 62 кг, в ривку), 1998 (до 62 кг, в сумі) років.
Чемпіон світу 1982 (до 60 кг), 1983 (до 60 кг) років, срібний призер 1980 (до 56 кг), 1985 (до 60 кг), 1987 (до 60 кг), 1991 (до 60 кг) років, бронзовий призер 1981 (до 60 кг), 1993 (до 60 кг) років.
Чемпіон Європи 1982 (до 60 кг), 1983 (до 60 кг) років, срібний призер 1980 (до 60 кг), 1981 (до 60 кг), 1984 (до 60 кг), 1985 (до 60 кг), 1986 (до 60 кг), 1991 (до 60 кг) років.
Чемпіон СРСР 1983, 1984, 1987 років.